# Советская (Гомельская область)
Советская (бел. Савецкая) (до 30 июля 1964 года Америка) — деревня в Староруднянском сельсовете Жлобинского района Гомельской области Белоруссии.

## География

### Расположение
В 16 км на юго-восток от Жлобина, 8 км от железнодорожной станции Салтановка (на линии Жлобин — Гомель), 78 км от Гомеля, на южной окраине железная дорога.

## Транспортная сеть
Транспортные связи по просёлочной, затем автомобильной дороге Бобруйск — Гомель. Застройка деревянная, усадебная.

## История
Основана в начале XX века переселенцами из соседних деревень. В 1929 году жители вступили в колхоз. Во время Великой Отечественной войны в сентябре 1943 года оккупанты сожгли 11 дворов, убили 2 жителей. Согласно переписи 1959 года в составе колхоза имени С. М. Кирова (центр — деревня Старая Рудня).

## Население

### Численность
- 2004 год — 3 хозяйства, 3 жителя.

### Динамика
- 1925 год — 10 дворов.
- 1930 год — 44 жителя.
- 1940 год — 12 дворов 57 жителей.
- 1959 год — 22 жителя (согласно переписи).
- 2004 год — 3 хозяйства, 3 жителя.